# 1220
Évszázadok: 12. század – 13. század – 14. század
Évtizedek: 1170-es évek – 1180-as évek – 1190-es évek – 1200-as évek – 1210-es évek – 1220-as évek – 1230-as évek – 1240-es évek – 1250-es évek – 1260-as évek – 1270-es évek
Évek: 1215 – 1216 – 1217 – 1218 –  1219 – 1220 – 1221 – 1222 – 1223 – 1224 – 1225

## Események
- II. András békét köt Galíciával.
- Mongol invázió a Kara-Kitaj állam, majd az Abbászida Kalifátus ellen, Buhara és Szamarkand eleste.
- III. Honoriusz pápa jóváhagyja a Domonkos-rend szabályzatát.
- november 22. – A pápa császárrá koronázza II. Frigyest
- Palermo lesz a Szicíliai Királyság fővárosa.
- Dordrecht városi jogokat kap, ezzel a legrégibb város lesz a mai Hollandia területén.
- Ljubljana városi jogokat kap.
- Befejeződik a chartres-i katedrális újjáépítése.
- A salisbury székesegyház építésének kezdete.
- Először 1220-ban említik Kysfalud néven Bodrogkisfaludot.

## Születések
- Alekszandr Nyevszkij novgorodi fejedelem († 1263)
- november 11. – Alphonse de Poitiers VIII. Lajos francia király és Kasztíliai Blanka gyermeke, IX. (Szent) Lajos francia és I. Károly szicíliai király fivére († 1271)